# HS Hydrae
Désignations
HS Hydrae est un système stellaire triple de la constellation de l'Hydre. Il est distant d'environ ∼ 335 a.l. (∼ 103 pc) de la Terre.
Le système est constitué d'une paire centrale autour de laquelle orbite une troisième étoile.

## Structure et membres

### La paire centrale
La paire centrale est constituée de deux étoiles de type spectral FV, c'est-à-dire des étoiles jaune-blanc de la séquence principale. Les deux étoiles sont presque identiques.

### Le compagnon extérieur
La profondeur des transits de la paire centrale varie. Cette variation est due à la variation d'inclinaison de la paire centrale par rapport à notre ligne de mire. Cette précession de l'orbite de la paire centrale est due à un compagnon extérieur.